# Spodnji Prekar
Spodnji Prekar je naselje v Občini Moravče.